# Skallmeja
Skallmeja är kyrkbyn i Skallmeja socken i Skara kommun i Västergötland, belägen fem kilometer väster om Skara. 
Här återfinns Skallmeja kyrka.